# O kotku, który miał na imię Hau
O kotku, który miał na imię Hau / Sympatyczny kotek Hau / Kotek Hau (ros. Котёнок по имени Гав, Kotionok po imieni Gaw) – seria krótkometrażowych filmów animowanych Lwa Atamanowa, powstała na podstawie scenariusza Grigorija Ostera. Ostatnia piąta seria powstała po śmierci Lwa Atamanowa. Serię tę zrealizował Leonid Szwarcman wspólnie z Mają Miroszkiną.

## Serie
- Seria pierwsza (1976)
- Seria druga (1977)
- Seria trzecia (1979)
- Seria czwarta (1980)
- Seria piąta (1982)

## Obsada (głosy)
- Tatjana Rieszytnikowa jako Hau
- Marija Winogradowa jako Szarik
- Wasilij Liwanow jako Kot
- Aleksandr Baranow jako Pies (serie 1–2, 5)
- Jurij Wołyncew jako Pies (serie 3–4)

## Wersja polska
Seria Kotek Hau:
- odcinek 1 – Nieprzyjemność
- odcinek 2 – Burza
- odcinek 3 – Wspólny obiad

- Reżyseria: Grzegorz Sielski
- Tekst: Elżbieta Włodarczyk
- Dźwięk: Elżbieta Matulewicz
- Montaż: Łucja Kryńska
- Kierownictwo produkcji: Bożena Dębowska

Źródło: